# Flughafen Macaé

i8
i11
i13
Der Flughafen Macaé (portugiesisch: Aeroporto de Macaé oder Aeroporto Joaquim de Azevedo Mancebo; IATA-Code: MEA, ICAO-Code: SBME) ist ein öffentlicher Flughafen, 7 km von Macaé, Rio de Janeiro entfernt.

## Flughafendaten
Der Flughafen hat eine Asphaltpiste mit 1200 m Länge und 30 m Breite. Er liegt auf einer Seehöhe von 2 m. Das Passagierterminal hat eine Fläche von 1020 m². 
Die Passagierkapazität liegt bei 1,2 Mio. pro Jahr.

## Geschichte
Die Geschichte dieses Flughafens reicht bis ins Jahr 1957 zurück, als neben dem Strand ein kleiner Flugplatz mit einer unbefestigten Landebahn gebaut wurde, welche die Landung von Militärflugzeugen im Ausbildungsbetrieb ermöglichte. In den 1960er Jahren entstand der heutige Flughafen Macaé mit einer unbefestigten Landebahn und der Gründung eines Flugclubs.
Aufgrund der wachsenden lokalen Nachfrage wurde der im Dezember 1981 gegründete Flughafen Macaé im Januar 1982 von Infraero eingemeindet und ein Flugzeugvorfeld und ein Passagierterminal gebaut. Ab 1983 richtete Petrobras seine Unterstützungsbasis für Offshore-Aktivitäten in der Stadt Macaé auf maritimen Plattformen ein, und der Verkehr auf dem Flughafen verzeichnete ein enormes Wachstum, wodurch sich die Zahl der Passagiere verdoppelte. Seitdem ist die gesamte Entwicklungsgeschichte des Flughafens Macaé eng mit dem Campos-Becken verbunden. 1984 wurde der 1200 Meter lange Feldweg asphaltiert.
In den Jahren 2001 und 2002 führte Total Linhas Aéreas Charterflüge nach Rio de Janeiro-Galeão und Salvador sowie von Rio do Sul nach Santos Dumont und Congonhas durch. Im Jahr 2003 begann OceanAir (später Avianca Brasil) mit regelmäßigen Flügen nach Rio de Janeiro-Santos Dumont und gelegentlichen Flügen nach São José dos Campos und Guarulhos. Im Jahr 2004 eröffnete OceanAir Flüge nach Vitória. Im Jahr 2005 nahm das Team mit Flügen nach Santos Dumont am Wettbewerb teil. Im Jahr 2006 stieg das Team auch in die Vitória-Linie ein, als OceanAir den Betrieb in dieser Stadt einstellte. Im Jahr 2008 beteiligte sich TRIP mit Flügen nach Santos Dumont am Wettbewerb. Im Jahr 2009 gab OceanAir die Basis auf und das Team flog regelmäßig nach Campos und stellte Vitória ein. Nachdem die Aktivitäten des Teams eingestellt wurden, wurde TRIP 2011 exklusiv am Flughafen mit Flügen nach Campos, Santos Dumont und Vitória angeboten. Im Jahr 2012 eröffnete Trip Flüge nach Galeão. Ende 2013 nahm Azul Linhas Aéreas Flüge am Flughafen mit Flügen nach Campinas auf, die ebenfalls von Trip angeflogen wurden. Im Jahr 2014 war in Macaé nur Azul mit der Eingliederung des TRIP-Betriebs tätig. Im Jahr 2015 wurde der Betrieb von Macaé nach Campinas und Vitória eingestellt und neben Santos Dumont auch Galeão angeflogen. Im Mai 2015 stellte Azul den Betrieb für Santos Dumont ein und behielt den Betrieb für Galeão bis Juli bei. Seitdem hat keine andere Fluggesellschaft Linienflüge in Macaé durchgeführt.
Im Juni 2022 wurde der Flughafen in Aeroporto Joaquim de Azevedo Mancebo umbenannt, zu Ehren des Gründers des Aeroclube der Stadt.
Im März 2019 wurde Zurich Airport Brasil neuer Konzessionär für die nächsten 30 Jahre für den Betrieb des Flughafens. Eine neue Landebahn mit der Länge von 1410 m wird derzeit (2023) gebaut und soll 2025 eröffnet werden.

## Flugbetrieb
Seit 2015 gibt es am Flughafen Macaé keine regulären oder Charterflüge mehr. Die Bewegung am Flughafen zielt hauptsächlich auf die Betreuung von Mitarbeitern ab, die auf Öl- und Gasexplorationsplattformen im Campos-Becken arbeiten.
Im Jahre 2018 wurden 150.000 Passagiere transportiert.